# 貓抓板
抓挠是猫的本能，通过磨爪猫的指甲会变得更加锋利。猫抓板是饲主为饲养在室内的家猫提供的磨爪工具。猫抓板有板状的，也有柱状的，多用麻绳缠制，也有波纹木板。在使用猫抓板之后，猫指甲的外皮会剥落，新长出的锋利指甲会露出来。由於替家貓進行除爪手術（Declawing）是被 CFA （The Cat Fanciers' Association, Inc.，國際愛貓聯合會）所反對的，因此大部份的飼主均會購置此工具。但是让猫只抓猫抓板不抓家具，饲养者需要一定的技巧和耐心。

## 外部連結
- 國際愛貓聯合會 （页面存档备份，存于）